# Jacqueline Bhabha
Jacqueline Bhabha (Bombai, 1951) és professora Jeremiah Smith Jr. de Dret de la Harvard Law School i professora de Polítiques públiques a la Harvard Kennedy School, totes dues de la Universitat Harvard, on també és directora d'investigació del Centre François-Xavier Bagnoud per la Salut i els Drets Humans. Ha publicat a bastament sobre migracions, protecció dels refugiats, drets dels infants i de les dones i ciutadania. Entre els seus llibres més recents destaquen dos que tracten sobre migració i infància. D'una banda, Children Without a State (MIT Press, 2011), del qual és editora, i de l'altra, Moving Children: Child Migration in the 21st Century. És coautora de Seeking Asylum Alone: Unaccompanied and Separated Children and Refugee Protection (2006), Women's Movement: Women under Immigration, Nationality and Refugee Law (1994) i Worlds Apart: Women (1990). A més de la seva activitat acadèmica, Jacqueline Bhabha és cofundadora d'Alba Collective, una ONG internacional que treballa per garantir la seguretat econòmica i els drets de les dones i les nenes del món rural en els països en vies de desenvolupament.